# Östra Ingelstads socken
Östra Ingelstads socken i Skåne ingick i Ingelstads härad, uppgick 1969 i Tomelilla köping och området ingår sedan 1971 i Tomelilla kommun och motsvarar från 2016 Östra Ingelstads distrikt.
Socknens areal är 13,77 kvadratkilometer varav 13,69 land. År 2000 fanns här 158 invånare. Kyrkbyn Östra Ingelstad med sockenkyrkan Östra Ingelstads kyrka ligger i socknen.

## Administrativ historik
Socknen har medeltida ursprung. Före den 1 januari 1886 (ändring enligt beslut den 17 april 1885) var namnet Ingelstads socken. En del av socknen, Hyllinge, tillhörde före 1889 Luggude härad i Malmöhus län och överfördes då till samma härad och län som övriga socknen.
Vid kommunreformen 1862 övergick socknens ansvar för de kyrkliga frågorna till Ingelstads församling och för de borgerliga frågorna bildades Ingelstads landskommun. Landskommunen uppgick 1952 i Hammenhögs landskommun som upplöstes 1969 då denna del uppgick i Tomelilla köping som 1971 ombildades till Tomelilla kommun. Församlingen uppgick 2002 i Smedstorps församling.
1 januari 2016 inrättades distriktet Östra Ingelstad, med samma omfattning som församlingen hade 1999/2000.  
Socknen har tillhört län, fögderier, tingslag och domsagor enligt vad som beskrivs i artikeln Ingelstads härad. De indelta soldaterna tillhörde Södra skånska infanteriregementet, Ingelstads kompani.

## Geografi
Östra Ingelstads socken ligger öster om Tomelilla på Österlen. Socknen är en uppodlad slättbygd.

## Fornlämningar
Boplatser från stenåldern finns här. Från järnåldern finns ett gravfält och en domarring.

## Namnet
Namnet skrevs 1398 Ingelstathe och kommer från kyrkbyn. Marken och gårdarna i byn har legat under godset Ingelstad intill 1800-talet. Namnet innehåller mansnamnet Ingiald och sta(d), 'ställe, plats'..